# Park Sang-young
Park Sang-young (16 de outubro de 1995) é um esgrimista sul-coreano, campeão olímpico.

## Carreira

### Rio 2016
Park Sang-young representou seu país nos Jogos Olímpicos de Verão de 2016, na espada. Conseguiu a medalha de ouro no Esgrima nos Jogos Olímpicos de Verão de 2016 - Espada individual masculino.